# T7ファージ
T7ファージ（バクテリオファージT7、T7、英:Bacteriophage T7）はポドウイルス科に属し、二本鎖DNAをゲノムとして持ち、大腸菌を宿主とするバクテリオファージの種である。溶源化せずに必ず溶菌サイクルを送ると考えられている。T7ファージの持つRNAポリメラーゼは転写速度が速く、T7プロモーターに対し高い特異性を示すという特徴を持ち、タンパク質発現系などに応用されている。

## 構造

T7ファージの構造の模式図。gp10はカプシドタンパク質で外殻を形成し、内部に二本鎖DNAのゲノムを保持する。gp14、gp15、gp16はコアを形成する。gp17は尾部の脚を構成する。（左）ウイルスが大腸菌に付着するとgp14、gp15、gp16は大腸菌の外膜と内膜を貫通するチャネルを形成し、菌体内へのゲノムDNAの通り道となる。（右）

1945年に大腸菌を宿主とするファージの基準種の一つとして定義されたT7ファージはポドウイルス科に属するエンベロープを持たないDNAウイルスで、正20面体のカプシドの内部に、直鎖状の2本鎖DNAをゲノムとして持つ。カプシドの頭部と尾部を持ち、頭部の直径は60 - 61nm、カプシドの厚さは2nmである。ゲノムは1983年に解読されており、約40kbpの配列は55の遺伝子を含む。必須遺伝子は整数の番号が付けられており、必須でない遺伝子にはその相対的な位置を反映する少数の番号が与えられた。しかし現在ではgp2.5、gp6.7、gp7.3が必須な一方でgp7は必須でないと考えられている。
gp1はDNA依存性RNAポリメラーゼで、感染初期に大腸菌由来RNAポリメラーゼによって転写された後、それ以降のウイルス遺伝子の転写、複製を担う。gp5はDNAポリメラーゼでDNAの複製を行う。gp10はフレームシフトによって2種類のタンパク質をコードする遺伝子で、カプシドの主成分として外郭を構成する。gp14、gp15、gp16は複合体を形成して、内郭を形成する。また、これら3つのタンパク質は同じく構造タンパク質であるgp6.7、gp7.3と共に、感染時に大腸菌の菌体内に挿入される。gp17は尾部の付け根から伸びる尾部繊維タンパク質(tail fiber protein)で、3分子で一本の繊維を形成し、これが6本伸びている。

## 生活環
T7ファージの宿主は大腸菌で特にO抗原が短いものに感染する。生活環は短く、37℃では17分で感染が完了する。近縁種には他の腸内細菌に感染するものもあるが、これまでにグラム陽性菌に感染するT7様ファージが発見されたことはない。
溶菌サイクルを送るファージの生活環は、大きく吸着、侵入、DNA複製、組み立てといったステージで構成され、最終的に細菌の細胞壁を破る（溶菌）ことで細胞外へ放出される。ファージがgp17を大腸菌のLPSに付着させることで吸着すると、gp14、gp15、gp16が大腸菌の内膜と外膜を貫通するチャネルを形成する。gp15、gp16の働きによってゲノムDNAの端がまず菌体内へ送り込まれ、それ以降は転写によってDNAの侵入が進む。侵入したDNAは大腸菌の持つ防御機構である制限酵素やRecBCDによる切断を受けるが、gp0.3やgp5.9はこれを阻害する。同様に細菌の持つ獲得免疫機構であるCRISPRに対してもT7ファージは対抗する機構を持っている可能性が指摘されている。
侵入したDNAは転写を受けるが、T7ファージの遺伝子は感染時の発現するタイミングによって初期遺伝子、中期遺伝子、後期遺伝子に分類される。初期遺伝子は感染初期段階で大腸菌由来のRNAポリメラーゼによって転写される遺伝子群である。この中でT7 RNAポリメラーゼは唯一T7ファージの増殖に必須となる。中期以降の遺伝子は大腸菌由来のRNAポリメラーゼではなく、T7 RNAポリメラーゼによって転写される。一旦T7 RNAポリメラーゼが転写されると、宿主のRNAポリメラーゼはT7ファージ増殖の阻害要因にしかならず、RNAポリメラーゼのβ'サブユニットに結合するgp2によってその機能が阻害される。また、T7ファージは自前のタンパク質を増殖に多用するため、宿主由来のタンパク質をほとんど必要としない。T7ファージの増殖に必要な宿主のタンパク質は、RNAポリメラーゼを除くと、DNAの複製等に必要なチオレドキシンと（デオキシ）シチジン1リン酸キナーゼのみである。
T7ファージのゲノム複製はゲノムの左端から15％の位置で開始し、双方向性にDNAの複製が進行する。この複製にはT7 DNAポリメラーゼに加え、T7 RNAポリメラーゼが必要である。大腸菌に感染後15分でT7ファージ由来のDNA分子は200倍に増幅される。急速なDNAの複製には多量の基質の確保を必要とするが、T7ファージはこれを宿主のゲノムDNAの分解によって達成している。gp3とgp6はそれぞれエンドヌクレアーゼ活性とエクソヌクレアーゼ活性を持っており、宿主ゲノムの分解を行う。
増幅を経てウイルス粒子となった娘ウイルスは複数のタンパク質を産生し、宿主の細胞膜を破り、菌体外へ拡散して次の感染環を開始させる。ある種の細菌からT7様のプロファージが見つかることはあるが、原則的にT7ファージは溶源化を起こさないと考えられており、必ず溶菌サイクルを送る。

## T7ファージの応用

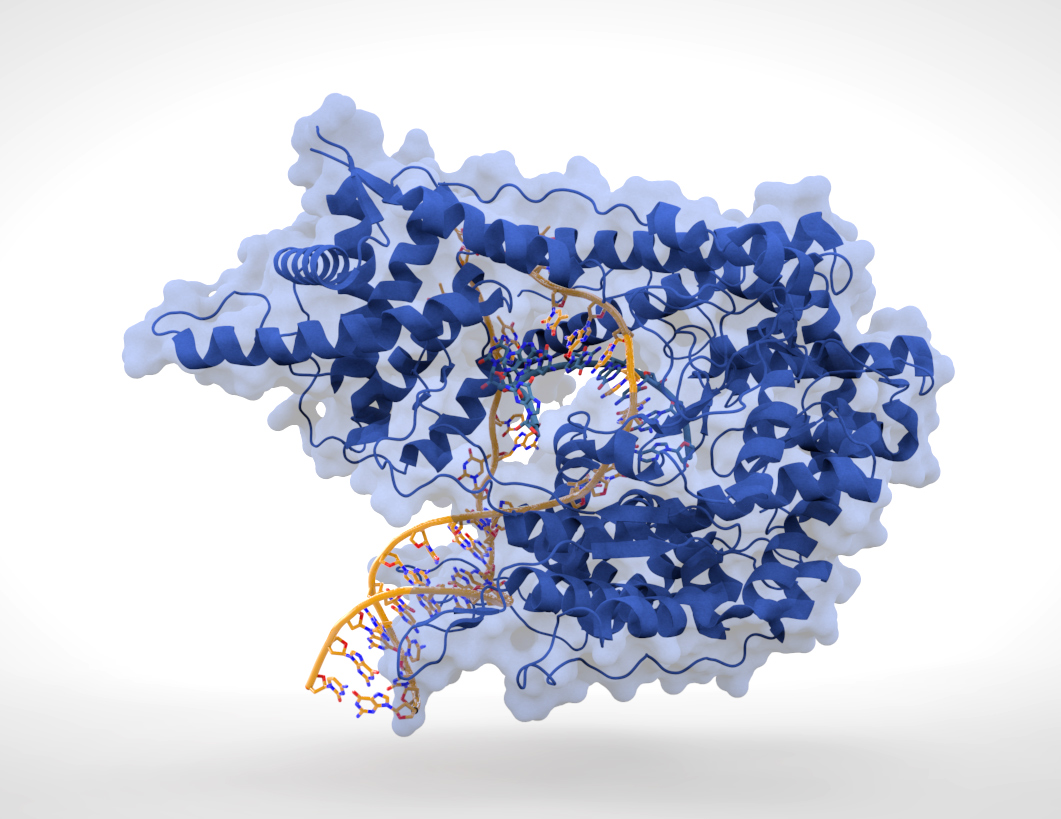
T7 RNAポリメラーゼ（青）がDNA（オレンジ）を鋳型としてmRNA（緑）を合成する様子。

1945年に大腸菌に感染するファージとして定義されたT7ファージは、1969年に遺伝子地図が報告されて以来、DNAの複製や転写に関わる酵素が生化学的に解析され、T7ファージは脚光を浴びた。T7ファージやそのタンパク質は転写の機構や、DNA複製機構の解明に利用されてきた他、タンパク質の発現系やDNAシークエンシング、ファージディスプレイ法などの様々な研究手法に応用されている。また、1945年に同定される以前にも1920年代に、デレーユによって治療目的の研究がなされていたと考えられている。

### T7 RNAポリメラーゼ
T7ファージに由来するRNAポリメラーゼ、T7 RNAポリメラーゼは転写速度が宿主である大腸菌のRNAポリメラーゼに比べ非常に速く、また、T7プロモーターを特異的に認識するという特徴を持つ。T7プロモーターとT7 RNAポリメラーゼの特異性は高い。T7ファージの近縁にT3ファージがあり、両者のRNAポリメラーゼはアミノ酸配列で82%の相同性を示すが、両者のRNAポリメラーゼは互いのプロモーターを利用できない。このT7 RNAポリメラーゼの高い特異性を応用して分子生物学の研究においては、T7プロモーターとT7 RNAポリメラーゼを組み合わせる、T7発現系が外来遺伝子の発現系に応用されている。代表例が1985年と1986年に報告された系を発展させた、大腸菌を宿主とするpETシステムであり、この系はタンパク質の大量発現に用いられる。